# ويليام أ. بارنت
ويليام أرنولد بارنت (ولد في 30 أكتوبر 1941) هو اقتصادي أمريكي، يعمل اليوم في مجالات الفوضى والتشعب والديناميات غير الخطية في السياقات الاجتماعية والاقتصادية والنمذجة الاقتصادية القياسية للاستهلاك والإنتاج ودراسة مشكلة التجميع وتحديات القياس في الاقتصاد.

## التعليم
حاز بارنت على شهادة البكالوريوس في الهندسة الميكانيكية من معهد ماساتشوستس للتكنولوجيا، وحاز على شهادة الماجستير في إدارة الأعمال من جامعة كاليفورنيا في بيركلي، وحاز أيضًا على شهادتي ماجستير ودكتوراه من جامعة كارنيجي ميلون.

## أبحاثه
يندرج مجال بحثه في الاقتصاد الكلي والاقتصاد القياسي. يعد الرئيس المؤسس لجمعية القياس الاقتصادي، والمحرر المؤسس لدورية مطبعة جامعة كامبريدج ودورية ماكرو إيكونوميك ديناميكس وسلسلة الدراسات والندوات الدولية في النظرية الاقتصادية والاقتصاد القياسي التابعة لمجموعة إمرالد غروب للنشر، وهو منشئ مؤشر ديفيزيا للتجميعات النقدية ونقد بارنت.
ابتكر بارنت في مجال نمذجة طلب المستهلك والإنتاج نهج سلسلة لوران لتصميم المواصفات والنهج شبه المعياري باستخدام نظرية مونت ساس. أظهرت منشوراته المتعلقة بتحليل التشعب والديناميكيات غير الخطية أن متانة الاستدلالات الديناميكية تتعرض للتقويض عند تشغيل نماذج محاكاة السياسة عند التقديرات البدئية للمعلمات، لأن مناطق الثقة حول هذه التقديرات تخضع لتجاوزات حدود التشعب غالبًا.
بارنت زميل في الجمعية الإحصائية الأمريكية، وزميل ميثاق في دورية الاقتصاد القياسي، وزميل ميثاق في جمعية القياس الاقتصادي وزميل في مؤسسة الابتكار العالمية وزميل في معهد آي سي2، وزميل في معهد الاقتصاد التطبيقي والصحة العالمية ودراسة المشاريع التجارية، التابع لجامعة جونز هوبكينز، وهو أستاذ فخري في جامعة هنان في كايفنغ، الصين. صُنِّف من بين أفضل 2% من الاقتصاديين في العالم ضمن قاعدة بيانات موقع «أوراق بحثية في الاقتصاد».
تُرجم كتابه «داخل عقل الاقتصادي: محادثات مع اقتصاديين بارزين»، مع الحائز على جائزة نوبل، بول سامويلسون (رقم الكتاب المعياري الدولي ISBN 1-4051-5917-0، دار وايلي بلاكويل للنشر، 2007)، إلى سبع لغات. حصل كتابه الصحافي في معهد ماساتشوستس للتكنولوجيا، فهم الخطأ: كيف تقوض الإحصائيات النقدية الخاطئة الاحتياطي الفيدرالي والنظام المالي والاقتصاد، (رقم الكتاب المعياري الدولي ISBN 9780262516884)، جائزة الناشرين الأمريكية للتميز المهني والعلمي (جائزة بروز) لأفضل كتاب نُشر في مجال الاقتصاد خلال عام 2012.
أجرى في يناير 2017 مقابلة متعمقة حول أعمال حياته مع الاقتصادي أبوستولوس سرلتيس. عُقد مؤتمر على شرفه في بنك إنجلترا في الفترة الممتدة من 23 إلى 24 مايو 2017.